# Мерштеттен (Тургау)
Мерштеттен (нем. Märstetten) — коммуна в Швейцарии, в кантоне Тургау.
Входит в состав округа Вайнфельден. Население составляет 2399 человек (на 31 декабря 2007 года). Официальный код — 4941.

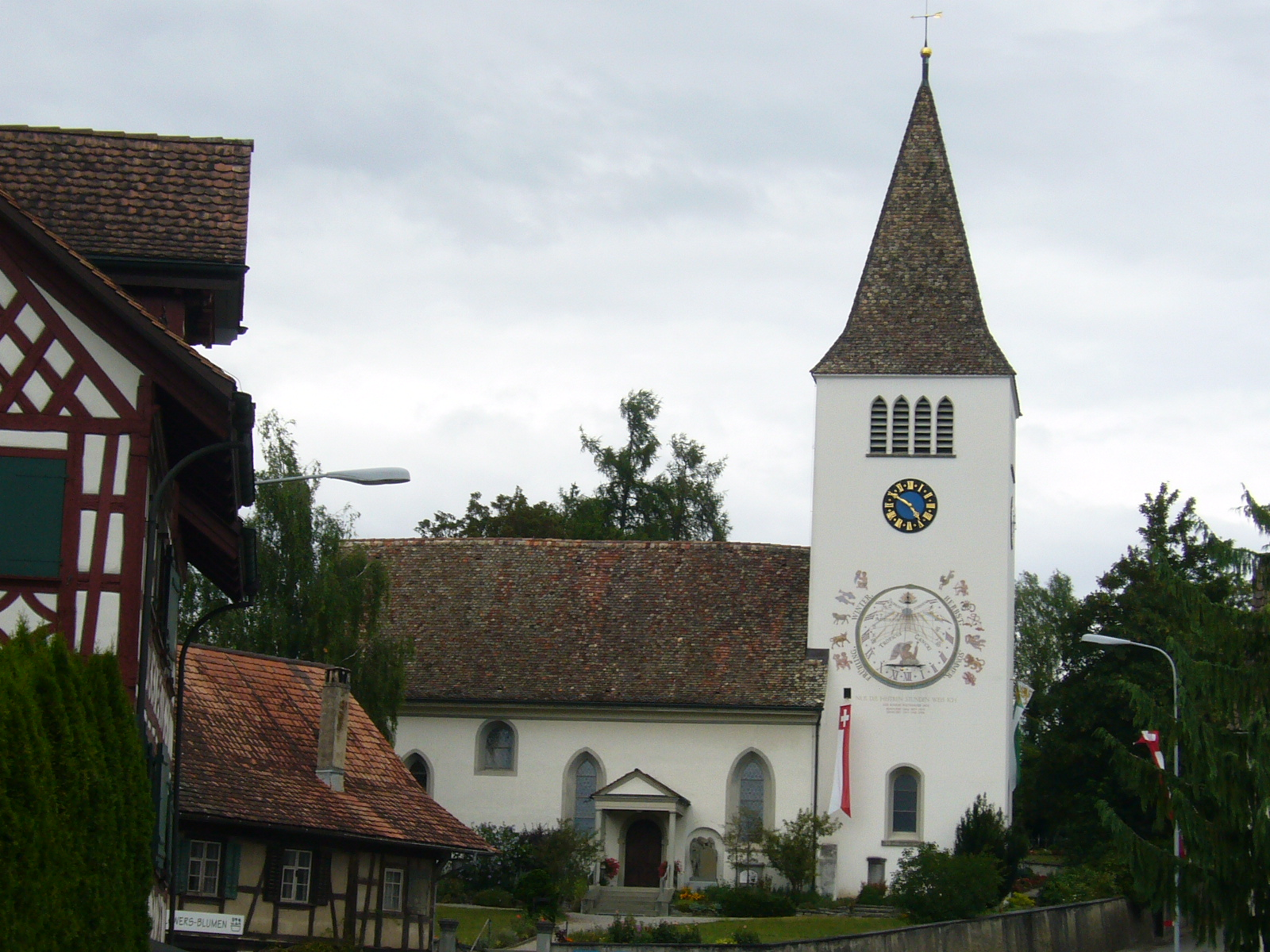
Церковь